# Emoia veracunda
Emoia veracunda — вид сцинкоподібних ящірок родини сцинкових (Scincidae). Мешкає на Новій Гвінеї та на сусідніх островах.

## Поширення і екологія
Emoia veracunda мешкають на півночі Нової Гвінеї, в басейнах річок Отаква і Міміка на пвденному заході острова та на сході півострова Чендравасіх, а також на острові Япен та на острові Вайгео в архіпелазі Раджа-Ампат. Вони живуть у вологих тропічних лісах, серед опалого листя.